# Bibo Bergeron
Eric Bergeron (París, 14 de julio de 1965), más conocido como Bibo Bergeron, es un director de cine y animador francés. Entre su filmografía ha dirigido las películas de animación The Road to El Dorado, El espantatiburones, y Un monstruo en París.

## Biografía
Formado en bellas artes por el Liceo Maximilien Vox y en animación por la Escuela de Imagen Gobelins, su primera experiencia en el sector fue como asistente en las películas Astérix en Bretaña (1986) y Asterix: El golpe de menhir (1989). De ahí se marchó al Reino Unido para trabajar en producciones de Amblimation, entre ellas Fievel Goes West (1991) y Rex: un dinosaurio en Nueva York (1993), y posteriormente hizo varios proyectos tanto en DreamWorks como en MGM. En 1996 asumió como director de animación en Todos los perros van al cielo 2, su primer cargo de responsabilidad.
De forma paralela, en 1993 había fundado junto con Pascal Chevé el estudio de animación Bibo Films, con sede en París, que en un primer momento se centraría en series de televisión, cortometrajes y anuncios.
Su primer trabajo como director de cine fue en la película The Road to El Dorado (2000), de forma conjunta con Don Paul. En un primer momento le había sido encomendada a los realizadores Will Finn y David Silverman, pero ambos se marcharon a mitad del proyecto por discrepancias con DreamWorks y éstos confiaron en el francés para terminarla. Después de su estreno continuó trabajando como guionista gráfico y animador en otras producciones del grupo.
Posteriormente fue codirector de El espantatiburones (2004) junto con Vicky Jenson y Rob Letterman. La cinta obtuvo una nominación al Premio Óscar en la categoría de mejor película de animación, aunque cayó derrotada frente a Los Increíbles.
En 2005 regresó a Francia para trabajar en su proyecto personal de animación digital, Un monstruo en París (2011), coproducida por Luc Besson a través de EuropaCorp. Después de seis años de producción, la película pudo estrenarse en 2011 y se convirtió en un éxito de taquilla en su país de origen, con más de 1,6 millones de espectadores. Entre los galardones que recibió destacan un Premios César a la mejor animación y un Victoire de la Musique al mejor videoclip por la canción original de la cinta, «La Seine».
En 2016 estaba previsto que dirigiese una película de animación inspirada en la vida de Charlotte Salomon, pero en octubre de 2019 abandonó el proyecto alegando «motivos personales», tras verse involucrado en una investigación por acoso. Su último trabajo ha sido como director de guion en Sgt. Stubby: An American Hero (2018).

### Controversia
En enero de 2020, la policía francesa habría puesto bajo custodia a Bergeron en el marco de una investigación por acoso sexual. Los hechos habrían tenido lugar durante la producción de Un monstruo en París y la presunta víctima, que había formado parte del equipo, se había suicidado en 2017. Bergeron ha negado las acusaciones y defiende su inocencia.

## Filmografía
| Año  | Título                                   | Papel                   | Notas                                  |
| ---- | ---------------------------------------- | ----------------------- | -------------------------------------- |
| 1986 | Astérix en Bretaña                       | Asistente de animación  |                                        |
| 1989 | Asterix: El golpe de menhir              | Animador                |                                        |
| 1991 | An American Tail: Fievel Goes West       | Animador                |                                        |
| 1992 | FernGully: Las Aventuras de Zak y Crysta | Animador                |                                        |
| 1993 | Rex: un dinosaurio en Nueva York         | Supervisor de animación |                                        |
| 1995 | A Goofy Movie                            | Animador                |                                        |
| 1996 | Todos los perros van al cielo 2          | Director de animación   |                                        |
| 2000 | The Road to El Dorado                    | Director                | Junto con Don Paul                     |
| 2003 | Simbad: La leyenda de los siete mares    | Animador                |                                        |
| 2004 | El espantatiburones                      | Director                | Junto con Vicky Jenson y Rob Letterman |
| 2007 | Flushed Away                             | Guionista gráfico       |                                        |
| 2011 | Un monstruo en París                     | Director                |                                        |
| 2018 | Sgt. Stubby: An American Hero            | Director de guion       |                                        |